# 李繼陶
李继陶（？—929年），五代十国后唐人物。
唐庄宗略地河北，将其俘获，收养在宫中，取名叫得得。唐庄宗遇弑，唐明宗即位。天成初年，安重诲得知他的来历，交给段佪作为养子；段佪知到自己不配，让他自便。义武军节度使王都素有异志，把他暗中带回，称他是庄宗太子。王都作乱，让他穿上太子服装，登上城墙，迷惑军士，对招讨使王晏球说这是庄宗之子，已经称帝，要王晏球感念庄宗厚恩倒戈。人们都知道他是假的，竞相辱骂他。定州城陷，王晏球将他擒获，拘送于洛阳，走到邢州，唐明宗遣使杀了他。